# Belgium's Got Talent (Vlaanderen)
Belgium's Got Talent was de Vlaamse versie van het Britse televisieprogramma Britain's Got Talent. De eerste uitzending vond plaats op 31 augustus 2012, op de zender VTM. Eerder was het format al te zien op VT4 onder de titel Supertalent in Vlaanderen. Het programma werd gepresenteerd door Koen Wauters, samen met Laura Tesoro vanaf seizoen 4. 

## Overzicht
| Seizoen | Start             | Finale           | Winnaar           | Tweede                         | Derde plaats                   | Presentatie  | Presentatie        | Jury         | Jury           | Jury              | Jury            | Gastjurylid                |
| ------- | ----------------- | ---------------- | ----------------- | ------------------------------ | ------------------------------ | ------------ | ------------------ | ------------ | -------------- | ----------------- | --------------- | -------------------------- |
| 1       | 31 augustus 2012  | 2 november 2012  | Karolien Goris    | OTM Gent                       | Koda                           | Koen Wauters |                    | Ray Cokes    | Karen Damen    | Rob Vanoudenhoven |                 |                            |
| 2       | 11 oktober 2013   | 20 december 2013 | Michael Lanzo     | Mathijs Everts                 | Johnny Trash                   | Koen Wauters |                    | Ray Cokes    | Karen Damen    | Rob Vanoudenhoven |                 |                            |
| 3       | 6 maart 2015      | 15 mei 2015      | Domenico          | Fusion                         | Steven Delaere                 | Koen Wauters | Niels Destadsbader | Ray Cokes    | Karen Damen    | Rob Vanoudenhoven |                 |                            |
| 4       | 21 oktober 2016   | 30 december 2016 | Baba Yega         | TNT Crew                       | Kayleigh & Charlotte           | Koen Wauters | Niels Destadsbader | Laura Tesoro | Dan Karaty     | An Lemmens        | Stan Van Samang |                            |
| 5       | 23 februari 2018  | 25 mei 2018      | Tascha & Ian      | Geen 2de en 3de plaats vermeld | Geen 2de en 3de plaats vermeld | Koen Wauters | Niels Destadsbader | Laura Tesoro | Dan Karaty     | An Lemmens        | Stan Van Samang |                            |
| 6       | 13 september 2019 | 21 december 2019 | Benjamin Ceyssens | Ella Kasumovic                 | Turnclub Athena                | Koen Wauters | Niels Destadsbader | Laura Tesoro | Dan Karaty     | An Lemmens        | Stan Van Samang | Jens Dendoncker (audities) |
| 7       | 3 september 2021  | 19 november 2021 | Mini Droids       | Geen 2de en 3de plaats vermeld | Geen 2de en 3de plaats vermeld | Koen Wauters | Bart Peeters       | Laura Tesoro | Ruth Beeckmans | An Lemmens        | Davy Parmentier |                            |

## Jury
In de jury zaten Karen Damen, Rob Vanoudenhoven, Ray Cokes en vanaf het derde seizoen ook Niels Destadsbader. Vanaf seizoen 4 is de jury bestaande uit An Lemmens, Stan Van Samang, Dan Karaty en Niels Destadsbader. Niels Destadsbader wordt tijdens seizoen 6 tijdens de audities vervangen door Jens Dendoncker. Vanaf seizoen 7 keert enkel An Lemmens terug voor de show. Ze wordt vanaf seizoen 7 bijgestaan door Ruth Beeckmans, Bart Peeters en creatief directeur VTM Davy Parmentier.
| Jury               | Seizoen 1 | Seizoen 2 | Seizoen 3 | Seizoen 4 | Seizoen 5 | Seizoen 6      | Seizoen 7 |
| ------------------ | --------- | --------- | --------- | --------- | --------- | -------------- | --------- |
| Rob Vanoudenhoven  |           |           |           |           |           |                |           |
| Karen Damen        |           |           |           |           |           |                |           |
| Ray Cokes          |           |           |           |           |           |                |           |
| Niels Destadsbader |           |           |           |           |           |                |           |
| Dan Karaty         |           |           |           |           |           |                |           |
| Stan Van Samang    |           |           |           |           |           |                |           |
| An Lemmens         |           |           |           |           |           |                |           |
| Jens Dendoncker    |           |           |           |           |           | Enkel audities |           |
| Bart Peeters       |           |           |           |           |           |                |           |
| Ruth Beeckmans     |           |           |           |           |           |                |           |
| Davy Parmentier    |           |           |           |           |           |                |           |

## Presentatie
Het programma wordt gepresenteerd door Koen Wauters. Vanaf het vierde seizoen werd het programma gepresenteerd door Koen Wauters en Laura Tesoro
| Presentatie  | Seizoen 1 | Seizoen 2 | Seizoen 3 | Seizoen 4 | Seizoen 5 | Seizoen 6 | Seizoen 7 |
| ------------ | --------- | --------- | --------- | --------- | --------- | --------- | --------- |
| Koen Wauters |           |           |           |           |           |           |           |
| Laura Tesoro |           |           |           |           |           |           |           |

## Seizoenen

### Seizoen 1

#### Audities
Na 5 afleveringen audities vanuit de Stadsschouwburg Antwerpen bleven er 33 kandidaten over die naar de liveshows mochten. Tijdens deze audities kregen de kandidaten 2 minuten om de jury te overtuigen van hun entertainment talent. Als de jury niet overtuigd was kon deze de act afbreken door op de "buzzerknop" te drukken. Als alle juryleden hebben "gebuzd" stopte de act onmiddellijk. Als minstens 2 van de 3 juryleden de act achteraf goed genoeg vonden ging de kandidaat door naar de volgende ronde.

#### Finale
| Resultaat                     | Artiest         | Soort act                     |
| ----------------------------- | --------------- | ----------------------------- |
| Winnaar                       | Karolien Goris  | zang                          |
| 2de                           | OTM Gent        | acrogym                       |
| 3de                           | Koda            | zang                          |
| Niet geselecteerd in de top 3 | Next Level      | acrobatiek/trampolinespringen |
| Niet geselecteerd in de top 3 | Familie Gijbels | drum/gitaar                   |
| Niet geselecteerd in de top 3 | BB Crew         | rope skipping                 |
| Niet geselecteerd in de top 3 | Co.lab          | dans                          |
| Niet geselecteerd in de top 3 | Jee Kast        | poëzie                        |

### Seizoen 2
Winnaar werd Michael Lanzo met medleys van Nederlandstalige nummers in een klassiek jasje. Op de tweede plaats eindigde de 11-jarige Mathijs Everts, die speelde op zijn eigen ontworpen instrument, gemaakt van pvc-buizen, de "thiesietube". Derde werd Johnny Trash.
| Resultaat                     | Artiest          | Soort act    |
| ----------------------------- | ---------------- | ------------ |
| Winnaar                       | Michael Lanzo    | zang         |
| 2de                           | Mathijs Everts   | percussie    |
| 3de                           | Johnny Trash     | zang/komedie |
| Niet geselecteerd in de top 3 | Tristan          | dans         |
| Niet geselecteerd in de top 3 | Seppe Herreman   | zang         |
| Niet geselecteerd in de top 3 | Erika Holubova   | zang         |
| Niet geselecteerd in de top 3 | MAD-StyleZ       | dans         |
| Niet geselecteerd in de top 3 | De Broeveskender | acrogym      |

### Seizoen 3
Domenico, van Italiaanse origine, won het derde seizoen met een paaldansact.
| Resultaat                     | Artiest          | Soort act   |
| ----------------------------- | ---------------- | ----------- |
| Winnaar                       | Domenico         | Paaldansact |
| 2de                           | Fusion           | dans        |
| 3de                           | Steven Delaere   | goochelact  |
| Niet geselecteerd in de top 3 | Steff Philipsen  | Opera       |
| Niet geselecteerd in de top 3 | TK Werchter      | acrobatiek  |
| Niet geselecteerd in de top 3 | Ann Helena Kenis | komedie     |
| Niet geselecteerd in de top 3 | Art Acrobatics   | acrogym     |
| Niet geselecteerd in de top 3 | Cedric Landrieu  | dans        |

### Seizoen 4
Sinds seizoen 4 bestaat de jury uit Niels Destadsbader, Stan Van Samang, An Lemmens en Dan Karaty. Ook is er sinds nu een golden buzzer. Dit seizoen is gewonnen door Baba Yega.

#### Finale
| Resultaat                     | Artiest               | Soort act                  |
| ----------------------------- | --------------------- | -------------------------- |
| Winnaar                       | Baba Yega             | dans                       |
| 2de                           | TNT Crew              | acrogym/trampolinespringen |
| 3de                           | Kayleigh en Charlotte | dans                       |
| Niet geselecteerd in de top 3 | Stefan en Kurt        | Mentalisme                 |
| Niet geselecteerd in de top 3 | Marjolein             | zang                       |
| Niet geselecteerd in de top 3 | Air Elegance          | acrobatiek                 |
| Niet geselecteerd in de top 3 | 2SDC Crew             | dans                       |
| Niet geselecteerd in de top 3 | Life Compagnie        | dans                       |

#### Golden Buzzer
| Artiest          | Soort act | Gegeven door       |
| ---------------- | --------- | ------------------ |
| Empire Crew      | dans      | An Lemmens         |
| Marjolein Acke   | zang      | Stan Van Samang    |
| Jhalik Punjab Di | dans      | Niels Destadsbader |
| Baba Yega        | dans      | Dan Karaty         |

### Seizoen 5
Seizoen 5 ging van start op 23 februari 2018. Net als het vierde seizoen wordt gepresenteerd door Koen Wauters en Laura Tesoro met een jury bestaande uit An Lemmens, Stan Van Samang, Dan Karaty en Niels Destadsbader. Nieuw is dat ook de presentatoren een gezamenlijke golden buzzer kunnen inzetten om een deelnemer rechtstreeks een plaats in de zaalshows te geven. Dit seizoen werd gewonnen door dans en acrobatie koppel Ian en Tascha. Het stel ging later dat jaar uit elkaar als gevolg van hun overwinning. Er was te veel druk op hun relatie na hun overwinning.

#### Golden Buzzer
| Artiest                | Soort act  | Gegeven door                 |
| ---------------------- | ---------- | ---------------------------- |
| Twice                  | dans       | Stan Van Samang              |
| Faemme Nation          | dans       | Niels Destadsbader           |
| DrumSpirit             | drum       | Dan Karaty                   |
| Avant Garde Collective | dans       | An Lemmens                   |
| Aya Courouble          | gymnastiek | Koen Wauters en Laura Tesoro |

#### Finalisten
In elk van de zes liveshows werd een van de zeven kandidaten geselecteerd voor de finale door de jury, en kon het publiek stemmen tussen de zes overblijvende kandidaten voor een tweede finalist.
In de finale riep het publiek dansduo Tascha & Ian uit als winnaar van deze editie.
| Resultaat | Deelnemers |
| --------- | --- |
| Winnaar   | - Tascha & Ian (acrobatie) |
| Top 12    | - Twice (moderne dans) (publiek) - DrumSpirit (percussie) (jury) - Avant Garde Collective – (dans) (jury) - Aya Courouble (gymnastiek) (jury) - Interius Fortitudo (gymnastiek) (jury) - Gilles Thiry (acrobatie) (jury) - Get Insane (extreme sports) (jury) - Sonita (zang) (publiek) - Leen & Angelo (latin) (publiek) - Mathias Goethals (acrobatie) (publiek) - CompAni-One (dans) (publiek) |

### Seizoen 6
Het zesde seizoen ging van start op 13 september 2019. Ook dit jaar mocht elk jurylid en de twee presentatoren een golden buzzer uitkiezen, die rechtstreeks naar de studioshows mag.

#### Finalisten
| Resultaat | Deelnemers |
| --------- | --- |
| Winnaar   | - Benjamin Ceyssens (componerende pianist) |
| Top 6     | - Ella Kasumovic (dans) - Turnclub Athena (gymnastiek) - Camille Beniest (opera) - Steven Delaere (goochelact) - Vilja Duo (luchtacrobatie)                  |
| Top 12    | - The Movement Theory (dans) - Bar-Code (trampoline, gymnastiek) - ELEMCO (cheerleaden) - C-Fam (dans) - Lieselotte Diels (acrobatie) - Studio Adagio (dans) |

- De vetgedrukte acts kregen een Golden Buzzer

### Seizoen 7
Het zevende seizoen ging van start op 3 september 2021. VTM gaat op zoek naar nieuwe talenten met een geheel nieuwe jury. De oudgediende in de groep was An Lemmens. Daarnaast zaten Ruth Beeckmans, Bart Peeters en Davy Parmentier in de jury.

#### Finalisten
| Resultaat  | Deelnemers |
| ---------- | --- |
| Winnaar    | - Mini Droids (breaking/dans) |
| Finalisten | - De Zandmuze (zandact) - Denis (schaatsen) - Julie & Wout (dans) - Samuel (breaking/dans) - Jonas (goochelaar) - Made 2 Move (dans) - Youssef (zang) - Zoe Bizoe (burleske) |